# Enrico Benelli
Enrico Benelli (Rome, 1967) est un étruscologue, archéologue italien et professeur d'université italienne.

## Publications
- Le iscrizioni bilingui etrusco-latine, Florence : Olschki, 1994.
- Thesaurus linguae Etruscae 1, comme éditeur scientifique, 2009
- Gli Etruschi : la scrittura, la lingua, la società, avec Vincenzo Bellelli, Rome : Carocci editore, 2018
- Gli Etruschi, Milan, Rusconi Editore, 2021